# Marco Serpellini
Marco Serpellini (Lovere, 14 de agosto de 1972) es un exciclista italiano que fue profesional desde 1994 hasta 2006.

## Biografía
En 1990 se coronó campeón del mundo júnior en Utsunomiya. Se volvió profesional en 1994 con el equipo italiano Lampre. Dos años más tarde, se fue de la Lampre al  Panaria, con el que ganó su primera victoria en Bélgica, el Gran Premio Pino Cerami.
En 1998, con la formación  Brescialat, hizo su mejor temporada al ganar la misma carrera, la Vuelta a Portugal y Giro del Piamonte. Entre otros puestos de honor, terminó noveno en la Vuelta a España en septiembre.
Volvió al Lampre en 1999, donde consiguió numerosos lugares de honor y fue seleccionado para el Campeonato del Mundo donde quedó decimoquinto en la prueba en línea. Durante sus cuatro temporadas, ganó tres carreras y terminó cuarto en el Giro de Lombardía en 2002.
Después de dos temporadas con el equipo alemán Gerolsteiner, hizo su última temporada en 2006 con el equipo Unibet.com, ganando una etapa en la Carrera de la Paz.

## Palmarés
1996
- Gran Premio Pino Cerami

1997
- Giro del Medio Brenta

1998
- Gran Premio Pino Cerami
- Vuelta a Portugal, más 1 etapa
- Giro del Piamonte

2000
- 1 etapa de la Euskal Bizikleta
- Gran Premio Bruno Beghelli

2003
- Gran Premio Ciudad de Camaiore

2006
- 1 etapa de la Carrera de la Paz

## Resultados en Grandes Vueltas y Campeonatos del Mundo
| Carrera         | Carrera         | 1994 | 1995  | 1996 | 1997 | 1998 | 1999 | 2000 | 2001  | 2002 | 2003 | 2004 | 2005 | 2006 |
| --------------- | --------------- | ---- | ----- | ---- | ---- | ---- | ---- | ---- | ----- | ---- | ---- | ---- | ---- | ---- |
|                 | Giro de Italia  | —    | —     | 68.º | —    | 70.º | —    | —    | —     | —    | —    | 70.º | —    | —    |
|                 | Tour de Francia | Ab.  | 111.º | —    | —    | —    | 55.º | —    | 125.º | 74.º | —    | —    | —    | —    |
|                 | Vuelta a España | —    | —     | —    | 16.º | 9.º  | —    | —    | —     | —    | —    | —    | —    | —    |
| Mundial en Ruta | Mundial en Ruta | —    | —     | —    | —    | —    | 15.º | —    | —     | —    | —    | —    | —    | —    |

—: No participa

Ab.: Abandono

## Equipos
- Lampre (1994-1995)
- Panaria-Vinavil (1996)
- Liquigas-Brescialat (1997-1998)
- Lampre (1999-2003)
- Gerolsteiner (2004-2005)
- Unibet.com (2006)